# Pasul Petru Vodă
Pasul Petru Vodă este o trecătoare din Carpații Orientali localizată pe DN15B la o altitudine de 900 m în Munții Stânișoarei, între grupa centrală a acestora numită Munții Sabasei și cea sudică intitulată Munții Neamțului

## Date geografice
Pasul este situat pe porțiunea de drum dintre Târgu Neamț și coada Lacului Izvorul Muntelui, între satele Petru Vodă aflat la vest și Pluton aflat la est, fiind trecătoarea care face legătura între bazinele hidrografice ale Ozanei situată la est și valea Bistriței moldovene situată la vest.
La nord-vest de pas se află vârful Muntișor (1217 m) iar la sud-est vârful Crainicu (1192 m).
Cea mai apropiă stație de cale ferată se află la Târgu Neamț.
Alte trecători în apropiere sunt spre nord-vest Pasul Stânișoara situat pe DJ209B, și spre sud-est Pasul Doamnei. La distanță spre vest, se află Pasul Creanga.
Facilități
- În pas este un popas turistic[4].

## Obiective turistice de interes situate în apropiere
- Mănăstirea Petru Vodă
- Lacul Izvorul Muntelui
- Piatra Teiului
- Catedrala Munților din Pipirig